# Kilab
Kilab ist im Alten Testament der Name des zweitältesten Sohnes des Königs David.

## Etymologie
Die Deutung des hebräischen Personennamens כִּלְאָב kil’āb, deutsch ‚Kilab‘ ist unsicher. Ran Zadok deutet ihn als Nominalsatznamen, bestehend aus dem Subjekt (und zugleich theophores Element) כִּל kil im Sinne von כֹּול kôl, deutsch ‚Gesamtheit‘, worin Zadok ein Synonym für den Gottesnamen JHWH sieht, und dem Prädikat אָב ’āb, deutsch ‚Vater‘. Er übersetzt den Namen als „JHWH ist Vater“. Hans Rechenmacher führt diese Deutung an, lässt den Namen aber unübersetzt.
Die Septuaginta gibt den Namen als Δαλουια Daluia wieder, die Vulgata als Chelaab. 

## Biblische Erzählung
Die Liste der in Hebron geborenen Söhne König Davids 2 Sam 3,2–5  nennt Kilab an zweiter Stelle nach seinem Bruder, dem Erstgeborenen Amnon (2 Sam 3,3 ). Seine Brüder sind Abschalom, Adonija, Schefatja und Jitream. Seine Mutter ist Abigajil, die ehemalige Ehefrau des Nabal. Die Liste in 1 Chr 3,1–9  enthält anstelle von Kilab den Namen Daniel (1 Chr 3,1 ). Im Anschluss werden die Söhne Davids, die in Jerusalem geboren wurden, aufgezählt. Es sind Schima, Schobab, Natan, Salomo, Jibhar, Elischua, Elifelet, Nogah, Nefeg, Jafia, Elischama, Eljada und Elifelet (1 Chr 3,5–9 ).

## Rabbinische Literatur
Im Babylonischen Talmud wird diskutiert, warum Davids zweitältester Sohn einmal den Namen Kilab und ein anderes Mal den Namen Daniel trägt:

„Es sprach Rabbi Jochanan: Nicht Kilab ist sein Name, sondern Daniel ist sein Name. Und warum wurde er Kilab genannt? Weil er das Gesicht Mefiboschets in den Dingen der Halacha beschämte. Und über ihn sagt Salomo in seiner Weisheit „Mein Sohn, wenn dein Herz weise ist, so freut sich auch mein eigenes Herz.“ (Spr 23,15 ) Und ich sage auch: „Sei weise, mein Sohn, und erfreue mein Herz, damit ich dem antworten kann, der mich beschimpft!“ (Spr 27,11 ).“

Gemäß dieser Stelle ist Daniel der richtige Name, daher muss erklärt werden, warum er außerdem Kilab genannt wird. Der Name Kilab כִּלְאָב kil’āb wird hier mit dem Verb מַכְלִים makhlîm, deutsch ‚beschämen‘ verbunden, der Name wird verstanden als „er beschämt den Vater“. Dazu werden zwei Verse aus dem Buch der Sprüche assoziiert, die die Weisheit Kilabs illustrieren.
Eine zweite Deutung des Namens findet sich im Midrasch Tanchuma:

„„Darauf schickte David und trug Abigajil an, sie zur Frau zu nehmen“ (1 Sam 25,39 ), und nachdem er sie zu sich geführt hatte, blieb er drei Monate von ihr getrennt, um festzustellen, ob sie mit Nabal schwanger geworden war oder nicht. Nach drei Monaten kam David zu ihr, und sie wurde schwanger. Die Spötter in dieser Generation spotteten und sagten: Von Nabal ist sie schwanger geworden. Was tat der Heilige, gepriesen sei er? Er befahl dem Engel, der für die Bildung der Embryonen zuständig war und sagte: Komm, mach ihn nach der Gestalt seines Vaters David, damit alle bezeugen, dass David sein Vater ist. Wo steht das? Es ist geschrieben: „Sein Erstgeborener Amnon stammte von Ahinoam aus Jesreel, sein zweiter, Kilab, von Abigajil, der Frau Nabals aus Karmel.“ (2 Sam 3,2–3 ) Warum heißt er in der Schrift Kilab? Weil er ganz der Vater war, denn jeder, der ihn sah, sagte: David ist sein Vater.“

Auch hier wird davon ausgegangen, dass Daniel der richtige Name des Kindes ist. Der Name Kilab כִּלְאָב kil’āb wird erklärt als כֻּלֹּו אֲב kullô ’ǎv, deutsch ‚Ganz der Vater‘.